# Dąbrówka (Stelągi)
Dąbrówka – kolonia wsi Stelągi w Polsce, położona w województwie mazowieckim, w powiecie sokołowskim, w gminie Sterdyń.
W latach 1975–1998 kolonia administracyjnie należała do województwa siedleckiego.
Mieszkańcy wyznania rzymskokatolickiego należą do parafii św. Anny w Sterdyni.